# James S.A. Corey
James S.A. Corey – pseudonim literacki, pod którym wspólnie publikują Daniel Abraham i Ty Franck, amerykańscy pisarze science fiction i fantasy.

## Twórczość
Cykl Expanse
- Przebudzenie Lewiatana (Leviathan Wakes, 2011)
- Wojna Kalibana (Caliban’s War, 2012)
- Wrota Abaddona (Abaddon’s Gate, 2013)
- Gorączka Ciboli (Cibola Burn, 2014)
- Gry Nemezis (Nemesis Games, 2015)
- Prochy Babilonu (Babylon Ashes 2016)
- Wzlot Persepolis (Persepolis Rising, 2017)
- Gniew Tiamat (Tiamat’s Wrath, 2019)
- Upadek Lewiatana (Leviathan Falls, 2021)

Cykl The Captive's War
- Łaska bogów (The Mercy of Gods, 2024)

Inne
- Star Wars: Honor Among Thieves (2014)

## Nagrody
Pierwsza część cyklu Przebudzenie Lewiatana uzyskała w 2012 nominację do nagrody Hugo za najlepszą powieść, zaś trzecia część Wrota Abaddona otrzymała w 2014 nagrodę Locusa w kategorii najlepsza powieść science fiction.
W 2015 na podstawie cyklu powstał serial The Expanse.
Polskim wydawcą serii Expanse jest Wydawnictwo Mag, które zapowiedziało wydanie wszystkich tomów.